# Ádám Zsuzsanna
Ádám Zsuzsanna (Kecskemét, 1988. április 24. –) magyar opera-énekesnő (drámai szoprán).

## Életpályája

### Tanulmányai
A Pécsi Tudományegyetem Zeneművészeti Karán szerezte meg BA-diplomáját Kertesi Ingrid tanítványaként 2012-ben. A következő három évben elsősorban kórusszerepeket énekelt a Miskolci Nemzeti Színházban. 2015-ben nyert felvételt a Szegedi Tudományegyetem Zeneművészeti Kar operaszakára, Andrejcsik István növendékeként. 2016-ban a mantovai Luciano Campiani Egyetemen tanult Salvatore Ragonese tenoristánál. 2017-ben kapta meg MA-diplomáját a Temesi Mária vezette tanszéken.

## Főbb elismerései
- Nemzetközi Simándy József Énekverseny - különdíj (2015)
- Nemzetközi Anton Rubinstein Énekverseny - II. hely (2017)
- Nemzetközi Otto Edelmann Énekverseny - finalista (2017)
- Nemzetközi Antonio Bertolini Énekverseny - fődíj és különdíj (2017)